# Atmosfærisk elektricitet
Atmosfærisk elektricitet eller luftelektricitet er det elektrostatiske netværk i jordens atmosfære (eller elektriske systemer i gaslagene på planeter med atmosfære). Jordoverfladen (kontinenterne og vandoverfladerne), ionosfæren og atmosfæren er kendt som den globale atmosfæriske strømkreds.
Luftelektriciteten varierer bl.a. med døgnet, land og hav, årstiden, luftfugtigheden og med vejret.
Det er altid fri elektricitet i luften og i skyer, som via elektrostatisk induktion virker på jorden og elektromagnetiske apparater. 
Det atmosfæriske medium, som ligger omkring os, indeholder ikke bare elektricitet, som alle slags stof, men også store mængder elektrisk ladning i fri tilstand, nogle gange ladet, andre gange uladet, men som en generel regel er den altid modsat ladet i forhold til jorden.
Forskellige lag, ofte med kort afstand til hinanden, er ofte i forskellige elektriske tilstande. 
Der findes tre former for atmosfærisk elektricitet:
- tordenvejr
- den vedvarende elektricitet mellem jorden og luften (som bedst måles når vejret er godt)
- i form af polarlys.

En veldesignet koronamotor kan køre på luftelektricitet.
Elektriske udladninger i en atmosfære af simple molekyler kan medføre syntese af mere komplekse molekyler og kan derfor være en af forudsætningerne for livets opståen på Jorden, jf. Miller-Urey-eksperimentet.

## Historie
Tidlige eksperimenter som viste gnister fra elektrostatiske generatorer og Leyden-flasker indikerede for tidlige forskere som Hauksbee, Newton, Wall, Nollet og Gray, at lyn og tordenvejr kom af elektriske udladninger. I 1708 var Dr. William Wall en af de første som observerede at gnister fra et ladet stykke rav så ud som små lyn.
På midten af 1700-tallet eksperimenterede Benjamin Franklin med elektriske fænomener i atmosfæren og viste, at de ikke var fundamentalt anderledes end fænomenerne, som frembragtes i laboratorierne. I 1749 havde Benjamin Franklin observeret, at lyn indeholdt næsten alle egenskaberne som man kan finde i elektrostatiske generatorer. Året efter fremlagde Franklin en hypotese om, at man kunne hente strøm fra skyer via en høj og spids metalmast. Før Franklin fik udført eksperimentet, rejste Thomas-François Dalibard i 1752 en 40 meter høj jernstang ved Marly-la-Ville, nær Paris, og udvandt gnister under en forbipasserende sky. Med jordede antenner kunne forskerne føre en jordet ledning med et isoleret håndtag nær antennen, og observerede gnister mellem dem. Maj 1752 stadfæstede Thomas-François Dalibard, at Franklin teori var korrekt.
Omkring juni 1752 udførte Franklin det kendte drage-eksperiment. Drageeksperimentet blev udført på ny af Romas, som fik 3 meter lange gnister ud af metalstrengen, og af Cavallo, som gjorde mange vigtige observationer omkring atmosfærisk elektricitet. L. G. Lemonnier (1752) udførte også Franklin-eksperimentet med en antenne, men byttede den jordede ledningen ud med støvpartikler. Han dokumenterede senere elektrificeringen af atmosfæren i fint vejr, og variationen af den atmosfæriske elektricitet gennem døgnet. G. Beccaria (1775) viste også den variationen og afgjorde at ladningen i atmosfæren var positiv i fint vejr. H. B. Saussure (1779) registrerede data ved at måle den inducerede ladningen i en strømførende leder i atmosfæren. Saussures instrument bestod af to små kugler med to tynde ledninger og var en forgænger af elektrometeret. Saussure opdagede at elektriciteten i fint vejr varierede gennem året og med højden. I 1785 opdagede C. A. Coulomb luftens konduktivitet. Hans opdagelse modbeviste den tidligere opfattelse, at de atmosfæriske gasser var isolatorer (som de til en vis grad er, fordi de ikke har gode strømførende egenskaber, når de ikke er ioniserede). Hans forskningen blev uheldigvis totalt ignoreret. P. Erman (1804) fremlagde en teori om, at Jorden var negativt ladet. J. C. A. Peltier (1842) testede og stadfæstede Ermans teori. Lord Kelvin (1860-årene) foreslog at de positive ladninger i atmosfæren forklarede finvejrsladningen og beviste senere, at der eksisterede et elektrisk felt i atmosfæren.
I løbet af det næste århundrede medvirkede mange forskere til at øge kundskaben om atmosfærisk elektricitet ved hjælp af Alessandro Voltas og Francis Ronalds idéer. Da man opfandt et bærbart elektrometer og kelvingeneratoren, fik man langt mere nøjagtige observationsdata. Mod slutningen af 1800-tallet fandt W. Linss (1887) ud af, at selv de bedst isolerede lederne mister deres ladning, som Coulomb havde fundet ud af før ham, og at dette ladningstab var afhængig af de atmosfæriske forhold. H. H. Hoffert (1888) identificerede individuelle lynnedslag ved at bruge de tidlige kameraer. J. Elster og H. F. Geitel, som også arbejdede med termionemission, fremlagde en teori, som forklarede den elektriske strukturen i tordenvejr i 1885, og opdagede senere atmosfærisk radioaktivitet (1899).
På den tid var det klart, at frie ladede positive og negative ioner altid fandtes i atmosfæren, og at man kunne indsamle udstråling. F. Pockels (1897) estimerede strømintensiteten i lyn ved at analysere lynglimt i basalt og studere det magnetiske felt, som var dannet (basalt er et ferromagnetisk mineral som bliver magnetisk polariseret, når det bliver udsat for det store eksterne felt, der findes i mange af i lynnedslag).
Luigi Palmieri forskede i atmosfærisk elektricitet ved hjælp af et peltierelektrometer.  Nikola Tesla og Hermann Plauson forskede i strøm- og kraftproduktion via atmosfærisk elektricitet. Tesla foreslog også anvendelse af den atmosfæriske strømkreds til at sende energi trådløst over store afstande. Den polske forskningsstation Hornsund på Spitsbergen har forsket i størrelsen af det elektriske felt til jorden og udregnede den vertikale komponent. I 1900-tallet blev det opdaget, hvordan den negative ladning i jorden blev opretholdt. Det har foregået en del forskning på atmosfærisk elektricitet, men videnskaben er aldrig blevet helt afklaret. Nogle mener, at det vil blive meget dyrt at konstruere et apparat, som kan trække strøm ud af atmosfæren, og at dette er en af årsagerne til at fagfeltet ikke får så stor interesse.

## Beskrivelse og forskellige forklaringer
Normalt er det elektriske felt nedadrettet, svarende til at Jorden er negativt ladet. Det er meget atmosfærisk elektricitet omkring os. Nogle kan finde spor af den allerede én meter over jordoverfladen, men det bliver mere tydeligt, når man flytter sig højere op over overfladen. Luften over jordoverfladen er stort set, specielt i fint vejr, positivt ladet, i det mindste i forhold til jordoverfladen.
Yderligere sker der elektriske fænomener i atmosfæren, på grund af de enorme mængder statisk elektricitet som dannes ved friktion i selve luftstrømmene i luften. Dette kan skabe lyn og tordenvejr.
Andre kilder til elektricitet i atmosfæren er fordampning fra jordoverfladen, kemiske ændringer ved jordoverfladen, kondensation og temperatur- og fugtvariationer i atmosfæren.
I følge M. Peltier er jorden fuldstændig negativt ladet - og verdensrummet positivt, mens atmosfæren i sig selv ikke har nogen elektricitet, og bare er i en passiv tilstand. Effekterne man observerer er dermed effekter, som opstår relativt til disse to enorme ladningslag. Forskerne mener at jorden, i det mindste den faste delen af jorden, har et overskud af negativ ladning, men det ser samtidig ud fra observationerne, at atmosfæren i sig selv er positivt ladet. Denne positive ladning ser tilsyneladende ud til at opstå fra samme sted som den negative på jorden. Det er sandsynligt, at det hovedsageligt er i vanddråberne, som altid findes i atmosfæren, at ladningen findes, og ikke i selve luftpartiklerne.
Målinger af atmosfærisk elektricitet er hovedsageligt målinger af potentialeforskelle mellem et punkt på jordoverfladen og et punkt i luften over. Atmosfæren har i forskellige områder forskellige lokale potentialer, som kan variere med potentialet på jorden med så meget som 3000 volt indenfor 30 meter.
Feltstyrken, spændingsfaldet per meter højdeforskel, er meget variabel. Ved jordoverfladen er den i gennemsnit omkring 130 V/m. Den er større over land end over hav, større om vinteren end om sommeren, større i tør luft end i fugtig. I tordenvejr kan den blive meget stor, flere tusinde V/m, og kan da være rettet opad i stedet for nedad. Feltstyrken aftager med højden og er ca. 25 V/m i 3 km højde, og ca. 4 V/m i 10 km højde. I denne højde, det vil sige i ionosfæren, er luftens ledningsevne meget større end ved jordoverfladen.
Ledningsevnen tiltager med højden på grund af ioniserende stråling, som kommer ind fra verdensrummet og særlig bliver absorberet i høje luftlag. I de højeste luftlag findes også kortbølget ultraviolet stråling fra Solen. For at forklare det elektriske felt ved jordoverfladen er det ikke tilstrækkelig at vise, at ledningsevnen er lille. Feltet kan bare opstå fordi selve Jorden, som er en relativ god elektrisk leder, har et overskud på negativ ladning. Feltstyrken svarer til, at Jorden har en negativ ladning på 5,8 · 10^5 coulomb eller 3,7 · 10^24 elementarladninger.
På grund af, at feltet vedvarende trækker negative ladninger opad, og feltet kun kan opretholdes, hvis der samtidig tilføres jordkloden negativ ladning. Hvordan dette sker er ikke helt klarlagt, men sandsynligvis sker fornyelsen af ladning i hovedsagen ved tordenvejrs aktivitet i atmosfæren. En del af strømmen kan skyldes, at den del af den kosmiske stråling som når jordoverfladen, har et overskud af negativt ladede partikler. En anden mulig forklaring er, at vanddamp i højere luftlag hovedsageligt kondenseres med negative ioner som kondensationskerner, og nedbøren derfor fører negativ elektrisk ladning ned til Jorden.